# Маячна
Мая́чна (рос. Маячная) — селище у складі Соль-Ілецького міського округу Оренбурзької області, Росія.

## Населення
Населення — 432 особи (2010; 454 у 2002).
Національний склад (станом на 2002 рік):
- казахи — 45 %
- росіяни — 43 %